# Paul Dolan
Paul Dolan (Ottawa, 16 aprile 1966) è un ex calciatore ed ex giocatore di calcio a 5 canadese.

## Carriera
Utilizzato nel ruolo di portiere, ha partecipato con la nazionale canadese al Campionato mondiale di calcio 1986, come massimo riconoscimento in carriera. Sempre con la nazionale canadese ha comunque partecipato alle qualificazioni per le coppe del mondo 1986, 1990, 1994 e 1998. A questo va aggiunta la partecipazione con la Nazionale maschile di calcio a 5 del Canada al FIFA Futsal World Championship 1989 in cui i nordamericani sono stati eliminati al primo turno nel girone comprendente Belgio, Argentina e Giappone.

## Palmarès

### Giocatore

#### Competizioni nazionali
- Canadian Soccer League: 3

Vancouver 86ers: 1988, 1990, 1991